# 대구우보초등학교
대구우보초등학교는 대한민국 대구광역시 군위군 우보면 이화리에 있는 초등학교다.

## 학교 연혁
- 1929년 11월 15일 우보공립보통학교(4년제) 개교설립인가 9월 24일
- 1938년 4월 1일 우보공립심상소학교로 개칭
- 1940년 4월 1일 6년제로 학제 개편
- 1941년 4월 1일 우보공립국민학교로 개칭
- 1981년 3월 1일 병설유치원 설립 인가
- 1993년 3월 1일 봉산분교장 통폐합
- 1996년 3월 1일 우보초등학교 교명 개칭
- 1997년 5월 15일 학교운영위원회 조직
- 1999년 3월 1일 문산초등학교 통폐합
- 2001년 5월 23일 신축교사 준공(4교실)
- 2003년 4월 25일 급식소 우천통로 및 투시담장 설치
- 2005년 8월 29일 교실난방 시설 설치
- 2008년 8월 10일 교실 전자칠판 설치
- 2009년 1월 23일 교실·복도 공사, 영어교실·보육실 구축
- 2009년 5월 27일 우보도서관 개관
- 2011년 2월 16일 냉·난방기 및 화장실 현대화 사업
- 2023년 3월 1일 전관 출입문 개체 사업
- 2023년 7월 1일 대구우보초등학교 교명 개칭(대구광역시 편입)
- 2023년 9월 1일 제33대 장용성 교장 취임
- 2024년 2월 8일 제91회 졸업생 3명(전체 5356명 졸업)
- 2025년 3월 1일 대구우보초등학교 휴교

## 학교 상징
- 교화 : 장미 - 탐스럽고 그윽한 향기와 의젓한 태도를 보여주며 학생들에게 교만하지 않고 자만하지 않는 태도를 보여준다.
- 교목 : 은행나무 - 굳건한 의지, 학문 정진, 패기 있는 젊음을 상징한다.

## 참고 자료
- 대구우보초등학교 - 한국교육학술정보원 학교알리미